# Mozart y la viruela

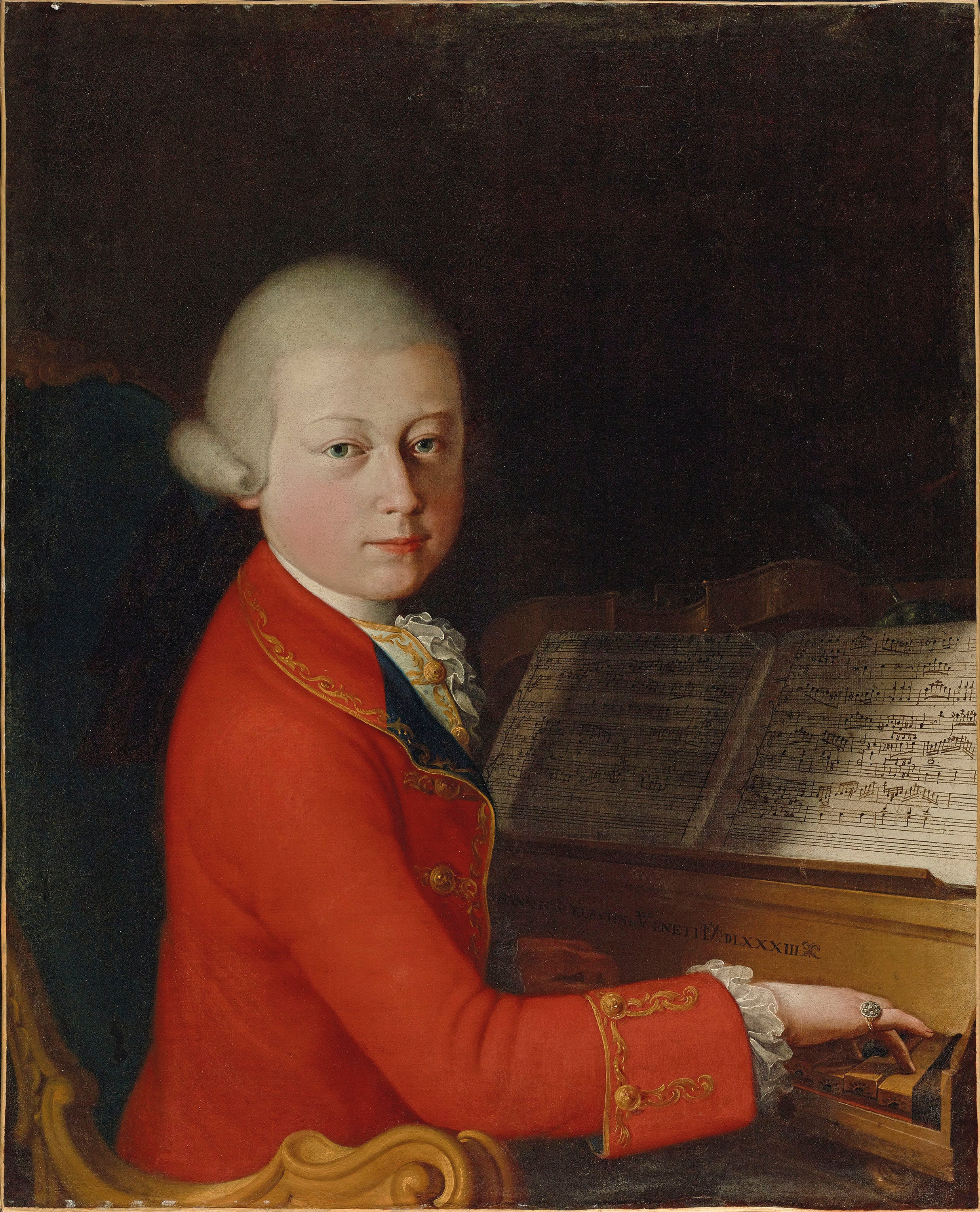
Mozart en 1771, cuatro años después de haber padecido la viruela.

El compositor Wolfgang Amadeus Mozart enfermó de viruela en 1767, cuando tenía 11 años de edad. Como todos los enfermos de viruela, corrió un grave peligro de morir pero sobrevivió a la enfermedad. Este artículo trata sobre cómo era la viruela en la época de Mozart, la decisión tomada por su padre Leopold en 1764 de no inocular al niño contra la enfermedad, el padecimiento de la misma y sus secuelas.

## La viruela en tiempos de Mozart

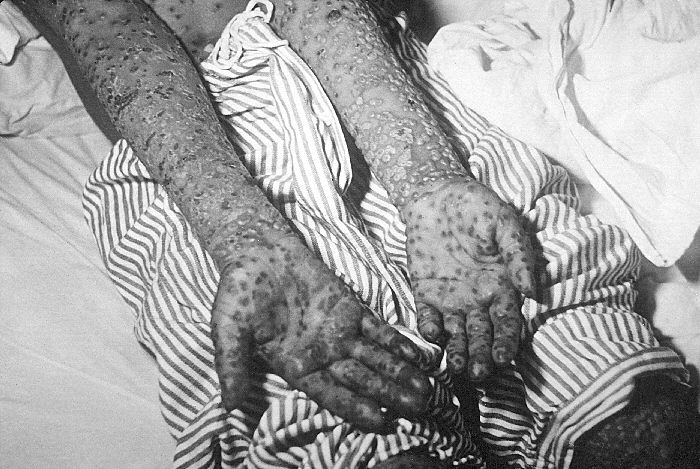
La viruela fue una enfermedad devastadora en la Europa del.

La viruela fue una enfermedad devastadora en la Europa del siglo XVIII, que se extendía en forma de epidemia matando y desfigurando a millones de personas. Es probable que el siglo XVIII fuera una época especialmente terrible debido a la presencia de la viruela en Europa: la tasa de población creció de manera desmesurada, haciendo más fácil la propagación de la enfermedad y hasta finales de siglo no sería descubierta una protección efectiva contra ésta.
La enfermedad era terrible para sus víctimas. Ian y Jenifer Glynn escriben:

¿Que como era? Cuando éramos niños, nos dijeron que se parecía a la varicela, pero peor. De hecho no está relacionada con la varicela y era inimaginablemente peor. En una población que no estuviera vacunada, se estimaba que entre el 10 y 30 por ciento de todos los pacientes con viruela podrían morir. Y la muerte era dolorosa; la viruela era, según escribió Thomas Macaulay, "la más terrible de todas las muertes".

Los que sobrevivían a la viruela no estaban exentos de secuelas y con frecuencia sufrían ceguera. La tasa de supervivencia era particularmente baja para los niños. El aspecto físico de la enfermedad era espantoso para los pacientes y sus cuidadores: la piel del paciente se cubría con grandes y abultadas pústulas que a menudo dejaban un llamativo hueco sobre la piel de los pacientes que sobrevivían a la enfermedad.

## La decisión de Leopold
En la época de Mozart, alrededor de la segunda década del siglo XVIII, la medicina había realizado pequeños avances en la lucha contra la enfermedad. El método de inoculación, que provenía de Asia, había llegado a los países europeos. La inoculación no era lo mismo que la vacunación que más tarde tuvo éxito en la erradicación de la enfermedad, sino que una persona inoculada era tratada con el virus de la viruela vivo, tomada de las pústulas de la variedad más suave de viruela que pudiera ser encontrada. La inoculación ofrecía inmunidad a la viruela, pero el proceso entrañaba el riesgo de que una persona inoculada podría morir a causa de la enfermedad. Por ello, muchos parientes sentían que no debían hacer nada, arriesgándose a un posible contagio en el futuro en lugar de tomar un riesgo deliberado que podría causar la muerte de sus hijos inmediatamente.
Según indica la biógrafa de Mozart Ruth Halliwell, en este contexto se debe interpretar una carta enviada por Leopold Mozart el 22 de febrero de 1764 a su patrón y amigo Lorenz Hagenauer refiriéndose a la viruela:

Tratan de convencerme de que inocule al niño con viruela. Pero como les he expresado claramente mi aversión a esta impertinencia me han dejado en paz. Aquí la inoculación es una moda. Pero por mi parte dejaré el asunto en manos de Dios. Depende de Su gracia si Él desea mantener el prodigio de la naturaleza en este mundo en el que Él lo ha situado o llevárselo Consigo.

Desde una perspectiva moderna (en la que muchos niños se salvan de terribles enfermedades gracias a la vacunación) es fácil hacer una interpretación superficial sobre la decisión de Leopold, que estaba actuando tontamente, confiando en la divina providencia cuando podía actuar directamente para ayudar a su hijo. Sin embargo, dado que en el tiempo de Leopold no se había establecido que la inoculación fuera beneficiosa, sus comentarios pueden ser vistos más como una petición a Dios para resolver sus problemas sobre algo que podía parecer un dilema imposible de resolver.

## Mozart enferma de viruela

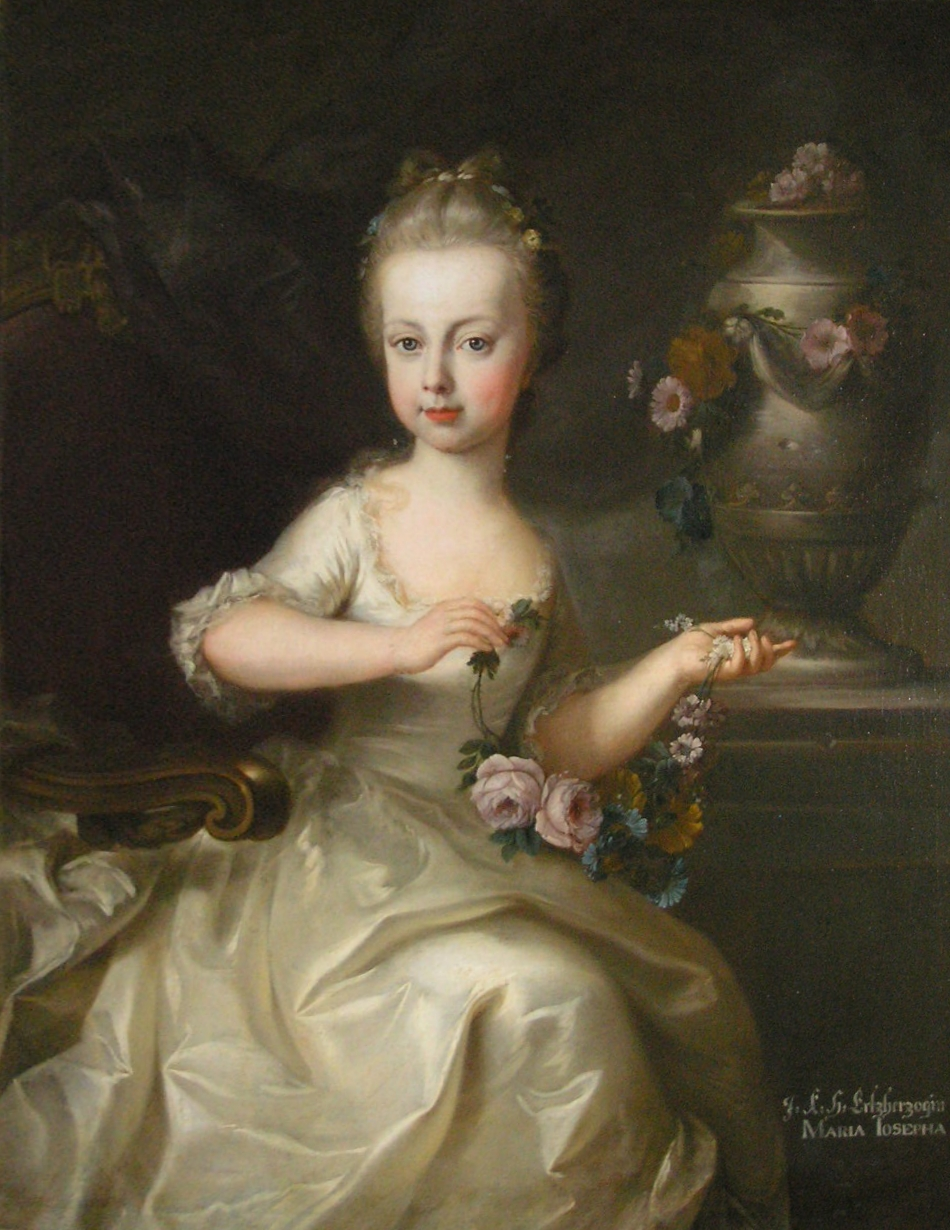
La archiduquesa María Josefa de Austria falleció el 15 de octubre de 1767 a causa de la viruela.

La familia Mozart (Wolfgang, su padre Leopold, su madre Anna Maria y su hermana mayor Nannerl) se marcharon de Salzburgo a Viena el 11 de septiembre de 1767. Habían estado allí en 1762, exhibiendo el talento de los niños; por esa época habían completado su "gran viaje" por Europa, actuando en Inglaterra, Francia y otros lugares con la esperanza de ganarse una gran reputación, reconocimiento e ingresos en la capital Imperial. El cercano matrimonio de la archiduquesa María Josefa de Austria, de 16 años de edad e hija de la emperatriz María Teresa, programado para el 14 de octubre, prometía muchos actos festivos y las consecuentes oportunidades para los músicos visitantes.
Lamentablemente, hubo un brote de viruela en Viena en aquella época. El 28 de mayo, el emperador José II perdió a su segunda esposa, María Josefa de Baviera, por la enfermedad y su madre, la emperatriz María Teresa, también enfermó aunque sobrevivió. La futura novia, María Josefa, enfermó en octubre y falleció a causa de ello el día 15, un día después del que hubiera sido el día de su boda.
La familia Mozart había alquilado unas habitaciones en casa del orfebre Johann Schmalecker, y se horrorizó cuando los tres hijos de su casero enfermaron de viruela. Alarmado, Leopold se marchó el primero de la casa de Schmalecker el 17 de octubre, llevándose consigo únicamente a Wolfgang Amadeus. Seis días después, el 23, la familia al completo abandonó la ciudad.
Se dirigieron al norte, hacia la actual República Checa, llegando en primer lugar a Brno (entonces llamada por su nombre alemán, Brünn), donde llamaron al conde Franz Anton Schrattenbach, hermano del patrón de Leopold en Salzburgo, el príncipe-arzobispo Sigismund Schrattenbach. El conde Schrattenbach los invitó a dar un concierto, pero Leopold, obligado por un "impulso interior", quería marcharse más lejos y la familia continuó rumbo al norte hasta llegar a Olomouc dos días después. Fue allí donde, el 26 de octubre, Wolfgang mostró los primeros síntomas de la viruela. Considerando el periodo de incubación de la enfermedad (aproximadamente 12 días), pudo haberla contraído mientras todavía estaba en Viena.
Leopold consultó a un conocido, el conde Leopold Anton Podstatsky, que era deán de la Catedral y rector de la Universidad Palacký en Olomouc. Leopold había conocido a Podstatsky trabajó para él anteriormente en Salzburgo. El conde, sabiendo que los síntomas que tenía Wolfgang eran de viruela, insistió a los Mozart para que volvieran a casa y que dejaran a Wolfgang bajo los cuidados de su excelente médico personal, el doctor Joseph Wolff.
Leopold escribió después:

Wolfgang se estaba quejando de sus ojos. Noté que su cabeza estaba caliente, que sus mejillas estaban también calientes y muy rojas, pero que sus manos estaban frías como el hielo. Además, su pulso no era normal. Entonces le dimos un polvo negro y lo pusimos en una cama. Durante la noche Wolfgang estuvo muy agitado y por la mañana todavía tenía fiebre.

Un síntoma espantoso de la enfermedad de Wolfgang, no explicado por Leopold en su carta, fue la pérdida de visión- En una carta escrita mucho después (1800), su hermana Nannerl afirmaba:

Cogió la viruela, por lo que estuvo tan enfermo que no pudo ver nada durante nueve días y tuvo que cuidar sus ojos varias semanas después de recuperarse.

Aunque la ceguera era ciertamente un resultado común de la viruela, el oftalmólogo Richard H. C. Zegers sugiere que los síntomas de Mozart no representaban en realidad ceguera, sino que más bien fue el resultado de una pústula de la enfermedad que le afectó los párpados.
Hacia el 10 de noviembre Wolfgang se sentía mejor, pero entonces Nannerl también contrajo la viruela y estuvo enferma durante tres semanas. Los niños estuvieron a partir de entonces a salvo de la enfermedad, gracias a la inmunidad que les confería ésta a los supervivientes. Según Leopold, ambos niños tuvieron picaduras en la posición de las antiguas pústulas, pero ninguno seriamente.
Durante su recuperación, Wolfgang, que necesitó cuidar sus ojos, pasó el tiempo aprendiendo trucos de cartas y esgrima.
Para superar la enfermedad de ambos niños, los Mozart pasaron un tiempo de cuatro meses lejos de Viena. Finalmente regresaron allí y fueron recibidos en la corte imperial el 19 de enero de 1768. La Emperatriz, que hasta ese momento había perdido a tres de sus hijos por la viruela, conversó con la señora Mozart acerca de la enfermedad.
El resto del viaje no fue especialmente exitoso. Leopold aparentemente malinterpretó una buena oportunidad del Emperador como una invitación en firme para que Wolfgang compusiera una ópera; como resultado Wolfgang escribió La finta semplice. Sin embargo, la ópera no fue representada en Viena;  a los cantantes y músicos no les gustaba y las intrigas impidieron que la obra llegara a los escenarios. La finta semplice fue finalmente estrenada en Salzburgo, a donde volvieron los Mozart el 5 de enero de 1769.

## Historia posterior
La experiencia de perder tres de sus hijos por la viruela hizo que la emperatriz María Teresa se convenciera de inocularse. En 1768 contrató al médico neerlandés Jan Ingenhousz para llevar a cabo el programa de inoculación. El programa de Ingenhousz fue desarrollado primero entre gente pobre, con el objetivo de desarrollar una cepa débil de la enfermedad; los padres pobres de Viena eran pagados con ducados por permitir que sus hijos fueran inoculados. La inoculación con una cepa débil fue llevada con éxito en la familia imperial y produjeron una mayor aceptación pública de este procedimiento.
La viruela golpeó de nuevo a la familia Mozart en la siguiente generación: el hijo mayor de Nannerl, Leopold, y dos de sus hijastros sufrieron la enfermedad durante una epidemia en la zona de Salzburgo en 1787. Los tres niños sobrevivieron.
En 1796, el descubrimiento de la vacuna (el uso del cowpox virus para inmunizar contra la viruela) por Edward Jenner revolucionó la capacidad de la medicina para luchar contra la enfermedad. La vacunación llegó a Viena alrededor de 1800, cuando otra epidemia local propició la adopción de este nuevo descubrimiento. Uno de los doctores que llevaron a cabo la campaña de Viena, llamado Doutrepout, también llevó después la vacunación a Salzburgo, ciudad natal de Mozart. Según Halliwell, "la resistencia popular era feroz" y tanto el gobierno como la Iglesia católica (que anteriormente eran detractores de esta medida) tomaron medidas severas para promover la vacunación. La primera vacunación relativa a la familia Mozart que se conoce fue a Johanna Berchtold von Sonnenberg, llamada "Jeannette" (1789–1805), hija menor de Nannerl; que fue vacunada en 1802 durante una campaña en Salzburgo.
La vacunación supuso un gran progreso en reducir la incidencia de la enfermedad y finalmente fue erradicada en 1979.